# Nico Facciolo
Nico Facciolo (Montagnana, 21 luglio 1962) è un allenatore di calcio ed ex calciatore italiano, di ruolo portiere.

## Carriera

### Giocatore
Comincia nel Monselice dove dal 1978 al 1983 gioca 44 partite. Passa poi al Pordenone rimanendoci per due stagioni. Nel 1985 veste la maglia della Reggiana, mentre nel 1987 approda in Serie B all'Arezzo. Tornato a Reggio Emilia, ottiene una promozione tra i cadetti; gioca in totale, tra il primo e il secondo periodo, sei stagioni in granata. Si ritira nel 1994, al termine della seconda stagione disputata con la Triestina.
In totale ha giocato 118 partite in Serie B.

### Allenatore
Dal 2003 al 2005 è stato l'allenatore dei portieri del Cagliari, mentre dal 2005 al 2009 ha svolto questo incarico nel Napoli. Nella stagione di Serie A 2010-2011 torna a Cagliari, agli ordini di Pierpaolo Bisoli. Il 16 luglio 2011 il suo posto viene preso da Paolo De Toffol; torna in rossoblù il successivo 9 settembre, con l'esonero di Massimo Ficcadenti e l'arrivo di Davide Ballardini. L'11 marzo 2012, con l'esonero di quest'ultimo, viene a sua volta sollevato dall'incarico.
Il 2 ottobre 2012, con l'approdo di Ivo Pulga sulla panchina cagliaritana, torna a lavorare per il club sardo. Successivamente rimane a Cagliari diventando il preparatore dei portieri di Diego Luis López prima e di Zdeněk Zeman poi; ricopre tale ruolo anche con Gianfranco Zola, subentrato a Zeman il 24 dicembre 2014. Lascia l'incarico il 10 marzo 2015, a seguito dell'esonero di Zola con conseguente ritorno di Zeman sulla panchina rossoblù.

## Palmarès

### Giocatore
- Campionato italiano Serie C1: 1

Reggiana: 1988-1989 (girone A)
- Coppa Italia Serie C: 1

Triestina: 1993-1994